# Hagenbecks Kamerun-Völkerschau 1886

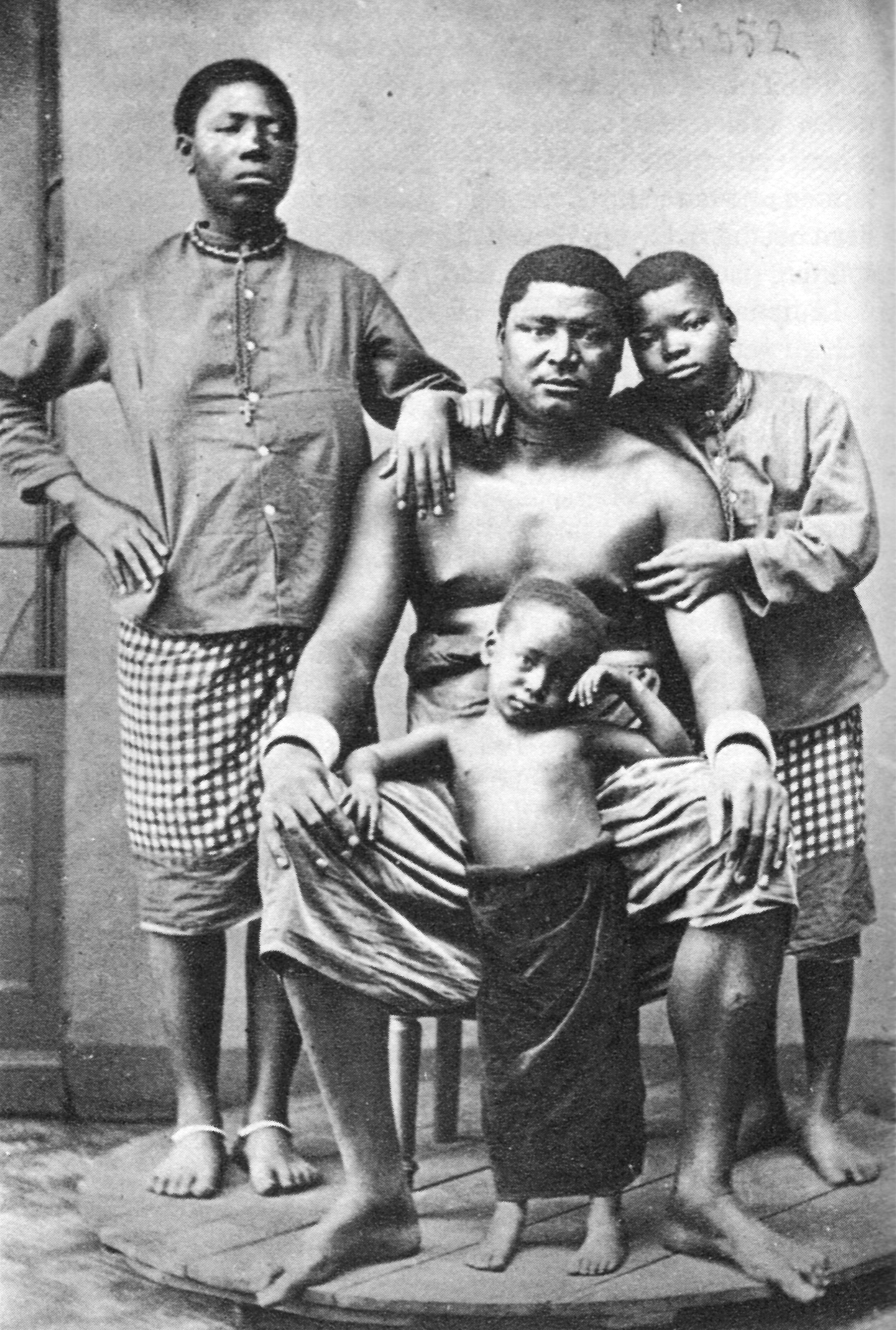
Prinz Samson Dido aus Didotown (Mitte) mit seinen beiden Ehefrauen und Sohn Depussi (vorne), Foto von 1886

Hagenbecks Kamerun-Völkerschau 1886 war eine Völkerschau (im heutigen Sprachgebrauch auch Menschenzoo) einer Gruppe von acht indigenen Personen aus der 1884 gegründeten deutschen Kolonie Kamerun, die 1886 zuerst in Hamburg, danach in Berlin, Leipzig und Dresden zur Schau gestellt wurde. Zur Gruppe gehörte auch Prinz Samson Dido aus Didotown, der während des Aufenthaltes in Berlin vom deutschen Kronprinzen Friedrich Wilhelm empfangen wurde.
Veranstalter der Schau war Carl Hagenbeck (1844–1913) aus Hamburg, der seit 1875 mit seinen „Völkerausstellungen“ für Aufmerksamkeit sorgte und hunderttausende zahlende Besucher anlockte.

## Vorgeschichte
Carl Hagenbeck beauftragte 1885 den Kaufmann Fritz Angerer, eine Expedition nach Kamerun zu unternehmen, um dort eine Völkerschau-Gruppe anzuwerben. Angerer schloss am 24. April 1886 einen Vertrag mit Prinz Samson Dido über eine mehrmonatige Tournee durch das Deutsche Reich ab. In dem Vertrag wurden folgende Bedingungen vereinbart:

„Folgender Vertrag wurde zwischen Carl Hagenbeck in Hamburg, durch dessen Vertreter Fritz Angerer und Samson Dido, Didotown, in Kamerun abgeschlossen, 1) Carl Hagenbeck engagiert Samson Dido mit Familie im Ganzen acht Personen nach Deutschland zu reisen den Leuten ihre Sitten und Gebräuche von Kamerun zu zeigen. 2) Carl Hagenbeck verspricht Samson Dido mit Familie freie Reise und Verpflegung hin und zurück und während ihres Aufenthaltes in Deutschland ferner ein festes Salair von Mk 400.00 (vierhundert Mark) monatlich.“

Die Gruppe erreichte Hamburg am 27. Juni 1886. Während der Tournee waren auch John Hagenbeck (1866–1940, Halbbruder von Carl Hagenbeck), Fritz von Schirp und Eduard Gehring an der Organisation der Völkerschau beteiligt. Obwohl die Völkerschauen im Deutschen Reich nur selten Personen aus den deutschen Kolonien zeigten (und deren Zurschaustellung 1901 verboten wurde), bildete die durch die Gründung der Kolonie Kamerun 1884 ausgelöste Kamerun-Begeisterung einen wichtigen Hintergrund für diese Völkerschau. Während des Aufenthaltes in Dresden behaupteten die Dresdner Nachrichten, es ginge Hagenbeck mit dieser Völkerschau nicht um Profit, sondern darum, „seinen Landsleuten eine richtige Vorstellung von den Eingeborenen in Kamerun zu verschaffen“. John Hagenbeck schrieb 1921 in seiner Autobiografie Fünfundzwanzig Jahre Ceylon rückblickend, dass „das vorher noch so gut wie unbekannt gewesene Kamerun […] plötzlich ungemein populär“ wurde und äußerte sich gleichwohl abschätzig: „Unsere Spaßmacher hatten schnell herausgefunden, welch ein dankbarer, an unfreiwilliger Komik reicher Stoff in unseren schwarzen Landsleuten dort unten steckte“.

### Gruppe der Kameruner
Prinz Samson Dido gehörte zur Gruppe der Duala. Zur Gruppe gehörten auch zwei seiner insgesamt sechs Ehefrauen, sein Sohn Depussi sowie vier weitere Kameruner. Die Gruppe führte bei ihrer Ankunft 466 ethnografische Objekte mit sich. In der Forschungsliteratur finden sich keine genaueren biografische Angaben über Prinz Samson Dido, dessen Eigenname vermutlich Mambingo Eyum lautete. Laut eines Artikels des Berliner Volksblattes vom 11. September 1884 soll er sich auch Jimmy Qualla genannt haben, und laut eines Artikels des Frankenberger Tageblatts vom 10. August 1886 soll er am 8. August 1886 seinen 33. Geburtstag gefeiert haben; also wäre sein Geburtsdatum der 8. August 1853.

## Verlauf der Völkerschau

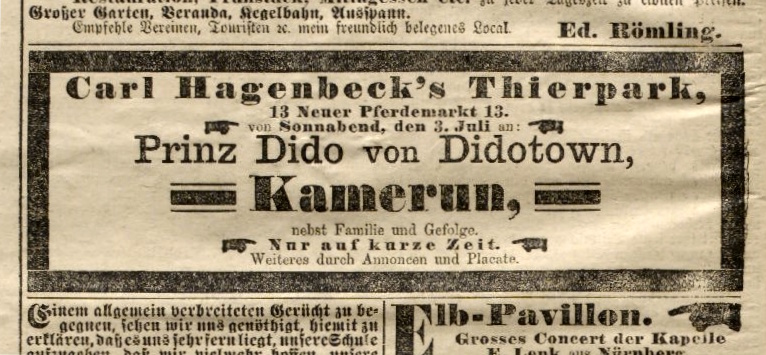
Zeitungsinserat im Hamburger Fremdenblatt vom 28. Juni 1886

Die Völkerschau wurde zuerst vom 3. bis 18. Juli 1886 in Hagenbecks Thierpark am Neuen Pferdemarkt in Hamburg, anschließend in der  Flora Berlin, dann vom 18. bis 30. August im Zoologischen Garten Leipzig und zuletzt ab dem 5. September im Zoologischen Garten Dresden gezeigt. Während des Aufenthaltes in Berlin empfing der deutsche Kronprinz Friedrich Wilhelm am 25. Juli 1886 Prinz Samson Dido im Muschelsaal des Potsdamer Schlosses und stellte ihn als „seinen Kollegen“ vor. Die Berliner Börsen-Zeitung berichtete: „Die Unterhaltung wurde in Englischer Sprache geführt. Besonders schien es den Kronprinzen zu amüsiren, daß man in Kamerun bereits mit dem Cylinder und Gehrock vertraut sei; in eingehender Weise erkundigte derselbe sich nach Sitten und Gebräuchen der neuen farbigen Unterthanen“. Die Presse berichtete außerdem, dass Samson Dido in Berlin zwölf Zylinder sowie zahlreiche andere Geschenke erhalten hätte und auch zu einem Manöver eingeladen wurde. Prinz Samson Dido nutzte die Völkerschau auch, um Geschäftspartner für den Kolonialhandel anzuwerben. Ob und wie er diese Kontakte nach seiner Rückkehr nach Kamerun tatsächlich nutzen konnte, ist nicht überliefert, denn seither haben sich seine Spuren nach Angaben von John Hagenbeck verloren.

## Inszenierung und Wahrnehmung
Im Mittelpunkt der Völkerschau stand neben Tänzen, Trommelkonzerten, Schaukämpfen sowie Kanufahrten vor allem Prinz Samson Dido, der sich als gehobener Adliger inszenierte und deshalb großen Wert darauf legte, mit Frack und Zylinder aufzutreten. Der Impresario John Hagenbeck beschrieb ihn eher abschätzig: „Er war ein herkulisch gebauter Neger mit einnehmenden Zügen und von nicht alltäglicher Intelligenz, die sich mit einem ausgeprägten Gefühl für Repräsentation paarte. Ob es mit dem Prinzentum des schwarzen Herrn Dido sehr weit her war, will ich heute nicht mehr untersuchen. Immerhin hätte es keinem empfohlen werden können, in persönlicher Anwesenheit des Herrn Dido sein königliches Geblüt in Zweifel zu ziehen. In dieser Beziehung verstand mein sonst sehr gemütlicher Schützling keinen Spaß. Er beanspruchte (außer zehn Seidel Bier pro Tag) unbedingte Anerkennung seines hohen Ranges“.

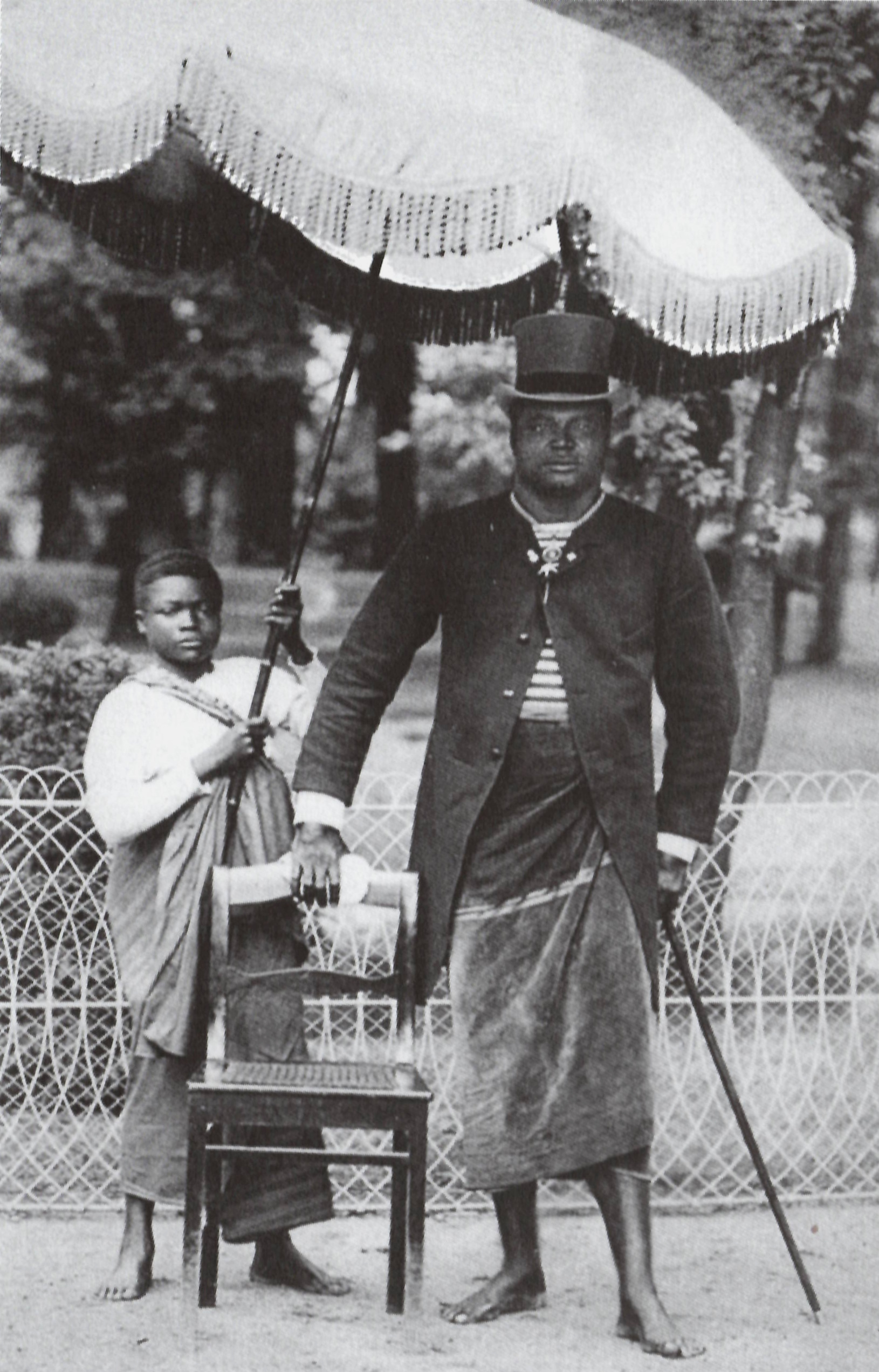
Prinz Samson Dido aus Didotown mit seiner Ehefrau in der Flora Berlin, Foto von 1886

Auch die zeitgenössische Presseberichterstattung äußerte sich vorwiegend abschätzig gegenüber der Selbstinszenierung von Prinz Samson Dido. So berichtete das Hallesche Tageblatt am 25. Juli 1886 über den Aufenthalt der Völkerschau-Gruppe in Berlin:

„Ein merkwürdiger Gast ist in der Charlottenburger Flora abgestiegen. Prinz Samson Dido von Didotown nennt sich der edle Fremdling, welcher als Repräsentant des Kamerun-Gebietes Anspruch darauf erheben kann, von kolonialbegeisterten Besuchern mit gebührender Ehrfurcht behandelt zu werden. Ob wirklich königliches Blut in den Adern des Prinzen Dido rollt? Wir wissen es nicht, und im Uebrigen hat es auch herzlich wenig zu sagen. Der Titel ‚King‘ dürfte sich bei den Stämmen West-Afrika auf einem recht bescheidenen Niveau halten, und die Herrscherkronen wachsen dort wild, wie die Kokosnüsse. […] Prinz Dido ist ein muskulöser, prächtig gebauter Bursche, er hat das Gardemaß, und sein starkes, nicht unschönes Gesicht verräth eine gewisse Intelligenz. Sein breiter Wollkopf sitzt auf einem eisernen Nacken. Aber die ganze Erscheinung, der es in entsprechender Gewandung wohl nicht an einem imponirenden Ausdruck fehlen würde, ist in ihrem jetzigen Aufputz von höchst grotesker Wirkung. Er trägt nämlich einen europäischen Cylinderhut, während die Prinzlichen Füße aus Didotown Europens kalblederne Meisterwerke der Schuhmacherkunst nicht kennen.“

Die Historikerin Hilke Thode-Arora urteilt über das Foto von Samson Dido in Frack und Zylinder, es könne „auf den ersten Blick dazu intendiert sein, einen Afrikaner aus den Kolonien – in diesem Fall aus Kamerun – lächerlich zu machen: als Beleg für Unterlegenheit ein aus damaliger europäischer Sicht alberner Aufzug, der elegante Gesellschaftskleidung mit ‚unzivilisierten‘ Kleidungsstücken kombiniert“, vermutet aber eher das Gegenteil: „Mit der von ihm selbst gewählten – wann immer möglich – in Deutschland getragenen Kleidung verweist der Mann auf seinen Rang und die damit verbundene Freiheit, sich auch entgegen den Wünschen seines europäischen Gegenübers so zu präsentieren, wie er es für angemessen hält“.

## Zeitgenössische Kritik an der Völkerschau
Die Hallische Zeitung vom 8. Oktober 1886 druckte einen kritischen Kommentar, der forderte, dass „Schaustellungen dieser Art“ unterbleiben sollten, denn für „jeden, der die Verhältnisse am Kamerun näher kennt, ist es geradezu lächerlich, wenn in der betreffenden ersten Anzeige gesagt war, dass auf Befehl Sr. Königlichen Hoheit des Prinzen Dido Vorstellungen gegeben würden. In Wahrheit ist derselbe noch nicht so viel, wie der Sohn eines Dorfschulzen. Das ganze Gebiet, über das sein Vater (oder sein Onkel) zu gebieten hat, ist nicht größer als die Feldmark eines deutschen Dorfes und dürfte im besten Falle gegen 5000 Seelen umfassen“. Deshalb hätte man „besser daran gethan, den Mann nicht so sehr mit Ehrenbezeugungen zu überschütten und damit seiner Eitelkeit Nahrung zu geben“.

## Forschungsstand
Bis auf die beiden Aufsätze von Albert Gouaffo gibt es keine weiteren zusammenhängenden Darstellungen zu dieser Völkerschau, allerdings punktuelle Erwähnungen bei Anne Dreesbach, Nigel Rothfels und Hilke Thode-Arora. Deshalb ist über verschiedene Aspekte wenig bekannt, neben der Biografie von Samson Dido beispielsweise auch die Namen der weiteren sieben Völkerschaudarsteller oder die genaueren Umstände der Zurschaustellung an den vier Orten der Tournee.

### Zeitgenössische Literatur
- John Hagenbeck: Fünfundzwanzig Jahre Ceylon. Verlag Deutsche Buchwerkstätten, Dresden 1922.